# Bistum Požega

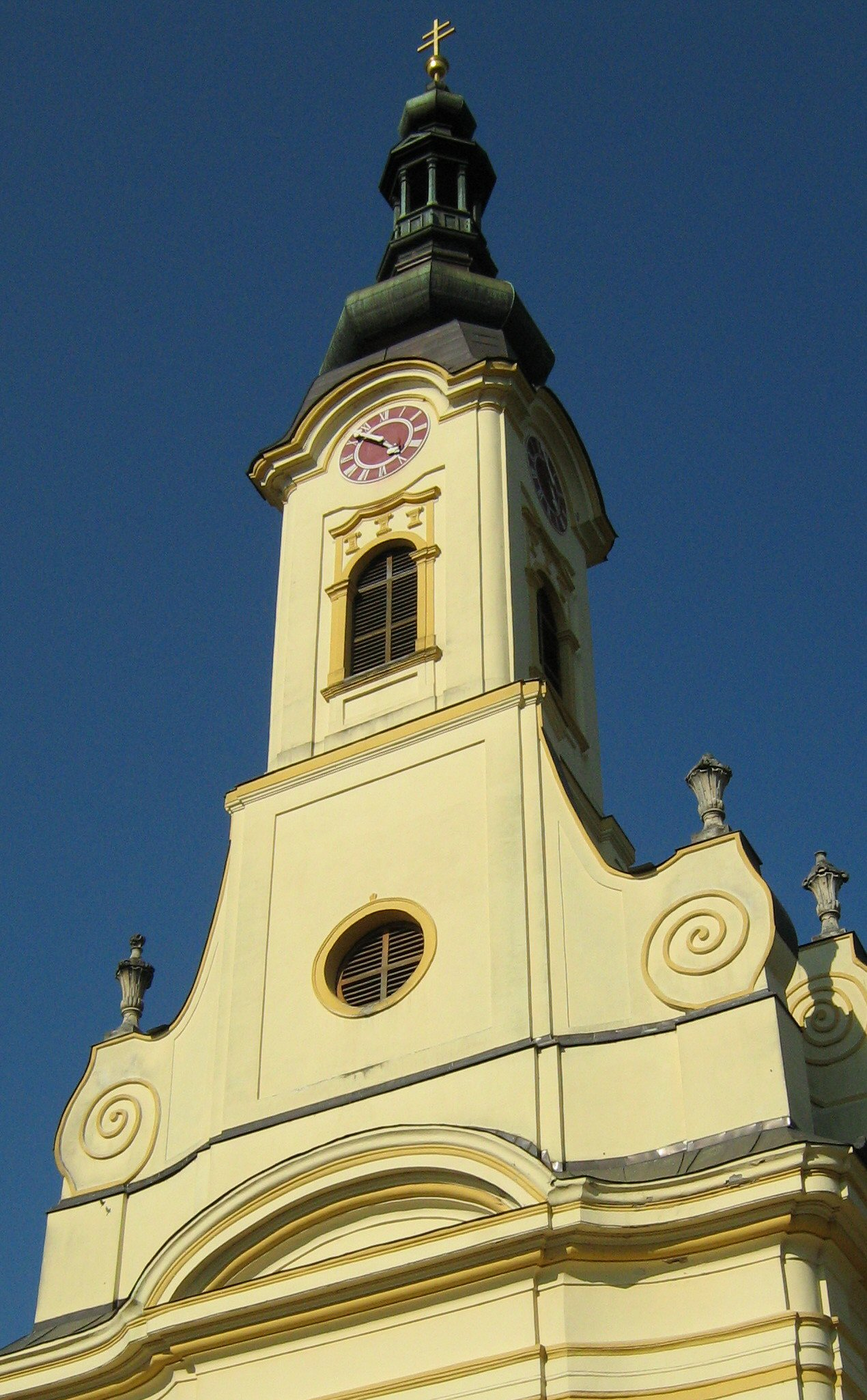
Kathedrale Hl. Teresa von Ávila in Požega

Das Bistum Požega (lat.: Dioecesis Posegana, kroat.: Požeška biskupija) ist ein in Kroatien gelegene Diözese der römisch-katholischen Kirche mit Sitz in Požega.

## Geschichte des Bistums Požega
Seit der ersten schriftlichen Erwähnung der Stadt Požega 1227 war sie ein Mittelpunkt des religiösen Lebens der Gegend. Die Stadt war in kirchlichem Besitz. Dies wird aus einem Bestätigungsschreiben des Papstes Honorius III. ersichtlich. Im Schreiben des Papstes wird die Schenkung der Festung von Požega durch König Andreas II. an den Bischof des Erzbistums Zagreb Ugrin erwähnt. Zugleich verspricht Papst Honorius III. Bischof Ugrin seine pastorale Unterstützung im Kampf gegen die fortschreitende Ausbreitung der bogomilischen Häresie aus Bosnien in das Gebiet von Slawonien.
Über die Pfarrei von Požega wird erstmals in der ersten Hälfte des 13. Jahrhunderts berichtet. Die Pfarrkirche war dem Hl. Apostel Paulus geweiht. In der zweiten Hälfte des 13. Jahrhunderts, im Jahre 1285, befanden sich erstmals die Franziskaner in der Stadt. Zu Beginn des 16. Jahrhunderts errichteten sie ihre Kirche und das Franziskanerkloster, welches dem Heiligen Dimitrius (Märtyrer) geweiht wurde. Zeitgleich errichtete der Dominikanerorden seine Klosteranlage und Kirche der Hl. Muttergottes (später dem Hl. Laurentius von Rom geweiht).
Kurz vor dem Vordringen der Osmanen verließen die Dominikaner die Stadt Požega. In der Zeit der osmanischen Herrschaft von 1573 bis 1691 haben sich die Franziskaner in bedeutendem Maße pastoral – als einzige, anwesende Priester – um die katholische Bevölkerung gekümmert. Nach der endgültigen Befreiung von der Osmanenherrschaft 1702 wurde die Pfarrgemeinde der Stadt erneuert. Gegen Ende des 17. Jahrhunderts verbreitet sich in Slawonien der Jesuitenorden. Die Stadt Požega wurde zum Mittelpunkt ihres Wirkens. Die Jesuiten leisteten einen großen Beitrag in der Erziehung und Ausbildung der ortsansässigen Jugend. Bereits 1698/1699 gründen sie das städtische Gymnasium. Von 1761 bis 1776 befand sich ihre theologisch-philosophische Fakultät (Academica posegana) in der Stadt. Heutzutage befindet sich dort der Sitz der Diözesanverwaltung. Auch die erste Eröffnung einer Apotheke in der Stadt ist dem Jesuitenorden zu verdanken.
Nach der vorübergehenden Auflösung des Ordens übernahm der Paulanerorden bis 1786 (nach seiner Auflösung) die Tätigkeitsfelder der Jesuiten. 1765 verlieh Kaiserin Maria Theresia von Österreich der Stadt das Sonderrecht einer freien Königsstadt. Von 1756 bis 1759 wurde die Kirche der Hl. Teresa von Ávila erbaut, eine der schönsten Barockkirchen Slawoniens und die heutige Kathedrale des Bistums Požega. Aufgrund des Siebenjährigen Krieges wurde die Kirche erst 1763 eingeweiht. Der Orden der Vinzentinerinnen ist seit 1862 im Bistum ansässig. Die Hauptaufgabe des Ordens liegt in der Bildungs- und Erziehungstätigkeit.
Am 27. September 1997 errichtete Papst Johannes Paul II. mit der Apostolischen Konstitution Praeclarum evangelizationis das Bistum Požega. Am 18. Juni 2008 wurde das Bistum von Papst Benedikt XVI. dem Erzbistum Đakovo-Osijek als Suffragandiözese zugeordnet.

## Struktur
Das Bistum gliedert sich in sieben Dekanate:
- Našice (11 Pfarreien)
- Nova Gradiška (12 Pfarreien)
- Nova Kapela (12 Pfarreien)
- Pakrac (13 Pfarreien)
- Požega (18 Pfarreien)
- Virovitica (12 Pfarreien)
- Novlja (7 Pfarreien).